# Абдраимов, Альпухар
Альпухар Абдраимов (1919 год, аул Кзыл-Кум — дата и место смерти неизвестны) — колхозник, чабан, Герой Социалистического Труда (1958).

## Биография
Родился в 1919 году в ауле Кзыл-Кум. С 1940 года начал трудиться на хлопковом заводе в Самарканде. С 1945 года работал старшим чабаном в совхозах «Чим-Курган» и «Кзыл-Кум» Южно-Казахстанской области Казахстана (сегодня — территория Узбекистана). С 1961 года был заведующим фермой в колхозе «Кзыл-Кум».
В 1957 году бригада чабанов, которой руководил Альпухар Абдраимов, получила по 166 ягнят на 100 овцематок. За это Абдраимов был удостоен в 1958 году звания Героя Социалистического Труда.

## Награды
- Герой Социалистического Труда — указом Президиума Верховного Совета СССР от 29 марта 1958 года;
- Орден Ленина (1958);